# Неверкузен
Неверку́зен (англ. Neverkusen, от англ. never — «никогда» и нем. Leverkusen — Леверкузен, буквально Никогдакузен), также известное как Вицеку́зен (нем. Vizekusen) — прозвище немецкого футбольного клуба «Байер 04» из Леверкузена эпохи 2000—2002 годов, данное в связи с тем, что этот клуб, считавшийся фаворитом в ряде турниров, потерпел неудачи в решающих матчах и остался «вечно вторым» (нем. die ewigen Zweiten).
«Байер 04», ведомый Михаэлем Баллаком, в сезоне 2001/02 годов считался претендентом на победу в главных турнира, в которых участвовал — чемпионате Германии (Бундеслиге), Кубке Германии и Лиге чемпионов. Однако за 11 дней, в которые шли матчи последнего тура Бундеслиги, финалы Кубка страны и Лиги чемпионов, «Байер» умудрился потерять всё и проиграть все решающие матчи: 4 мая 2002 года он упустил титул чемпиона Германии в заочной борьбе с дортмундской «Боруссией», 11 мая — проиграл финал Кубка Германии «Шальке 04» со счётом 2:4, а 15 мая проиграл финал Лиги чемпионов мадридскому «Реалу» со счётом 1:2. Вследствие этого клуб стали называть «Неверкузеном» или «Вицекузеном», поскольку команда с 1993 года не поднималась выше 2-го места в чемпионате Германии и не выигрывала официальный турнир. Эти 11 дней в фольклоре болельщиков «Байера» известны как «требл-хоррор». Летом 2002 года почти все лидеры клуба были распроданы, а команда чуть не вылетела из Бундеслиги в следующем сезоне.
Прозвище утратило актуальность в сезоне 2023/2024, когда «Байер» впервые в своей истории выиграл чемпионат Германии.

## Хронология развития событий
В мае 2012 года Немецкий футбольный союз в своём еженедельнике опубликовал статью, посвящённую 10-летию со дня финала Лиги чемпионов с участием «Байера 04» и мадридского «Реала» под названием «Рождение „Вице-кузена“» (нем. Geburtsstunde von „Vizekusen“). Считается, что именно после этого проигранного финала за «Байером» закрепился статус «вечно вторых» — и до сезона 2023/24 клубу не удавалось выиграть чемпионат и во второй раз завоевать кубок страны. По другой версии, начало было положено 20 мая 2000 года, когда состоялись решающие матчи 34-го, последнего тура чемпионата Германии. В те годы «Байер» считался достаточно сильной командой, укомплектованной талантливыми игроками, и расценивался экспертами как клуб, который может добиться успехов и в еврокубках. «Байер», тренером которого был Кристоф Даум, опережал перед последним туром Бундеслиги 1999/00 на три очка мюнхенскую «Баварию», и ему достаточно было не проиграть в последнем туре «Унтерхахингу». Однако в тот день случилось невероятное: пока «Бавария» одерживала верх над «Вердером» со счётом 3:1, «аспириновые» проиграли «Унтерхахингу» 0:2, и капитан леверкузенцев Михаэль Баллак даже срезал мяч в собственные ворота, тем самым «подарив» титул баварцам. «Бавария» сравнялась по очкам с «Байером», но за счёт лучшей разницы забитых и пропущенных мячей оказалась выше.
Осенью 2000 года Даума уволили из «Байера» и заодно лишили поста главного тренера сборной Германии (на который он должен был перейти летом 2001 года) после того, как выяснилось, что он употребляет наркотики. В сезоне 2001/02 тренировать команду стал Клаус Топпмёллер. Топпмёллер поставил команде хорошую атакующую игру, а лидером «Байера» стал Михаэль Баллак. Не без его помощи команда вышла в финал Лиги чемпионов УЕФА, став на тот момент уже шестой немецкой командой-финалистом: ранее в финал выходили «Бавария», «Боруссия» (Дортмунд), «Гамбург», «Боруссия» (Мёнхенгладбах) и «Айнтрахт» (Франкфурт-на-Майне). Также в составе клуба играли такие звёзды, как Ханс-Йорг Бутт, Йенс Новотны, Лусио, Карстен Рамелов, Бернд Шнайдер, Зе Роберто и Димитр Бербатов. Топпмёллер не любил оборонительную игру, но именно оборона стала одним из залогов успехов «Байера» благодаря уверенной игре Карстена Рамелова, Йенса Новотны и Лусио. В атаке же Топпмёллер выставлял на остриё единственного игрока, и этот приём позднее стал известен под названием «ложная девятка». Оливер Нойвилль, обладавший невысокими физическими характеристиками, выдвигался на острие атаки и играл роль этой самой «ложной девятки», а помогали ему фланговые полузащитники, совершавшие рывки с флангов и постоянно перестраивавшиеся. Это помогало Нойвиллю действовать из глубины, а рывки с флангов нередко решали исход встреч.
Команда долгое время держалась в лидерах и расценивалась как один из фаворитов на успех в тех турнирах, в которых участвовала. Однако за три тура до конца «аспириновые» неожиданно проиграли «Вердеру» и «Нюрнбергу», потеряв преимущество в пять очков. В последнем туре судьба чемпионства уже не была полностью в их руках: только поражение дортмундской «Боруссии» в матче с «Вердером» (при условии победы «Байера» над берлинской «Гертой») позволило бы клубу из Леверкузена завоевать чемпионский титул. Если же проигрывали и «Боруссия», и «Байер», то чемпионом могла вообще стать «Бавария». 4 мая 2002 года «Байер» одержал победу со счётом 2:1 над «Гертой», однако «Боруссия» также не упустила свой шанс и победила «Вердер» с тем же счётом 2:1, оформив чемпионство и оставив «аспириновых» на втором месте (победа «Баварии» со счётом 3:2 над «Ганзой» также теряла всякий смысл). «Байер» стал в четвёртый раз серебряным призёром чемпионата Германии, но за ним закрепилось прозвище «вечно вторые» (нем. Die ewigen Zweiten).
11 мая 2002 года «Байер» проводил финал Кубка Германии против «Шальке 04». Счёт открыл Димитр Бербатов в первом тайме, но в самом конце Йорг Бёме счёт сравнял. Во втором тайме «Шальке» забил три раза подряд: отличились по очереди Виктор Агали, Андреас Мёллер и Эббе Санд, а на это «аспириновые» ответили только голом Ульфа Кирстена под занавес матча. «Байер», выигрывавший последний раз кубок Германии в 1993 году, потерпел в этот раз поражение спустя ровно неделю с момента окончания чемпионата Германии. Появилось мнение, что «Байер» попросту не может настроиться на решающие матчи.
15 мая 2002 года «Байер» сыграл в финале Лиги чемпионов УЕФА против мадридского «Реала» на стадионе Хэмпден Парк в Глазго. На пути к финалу «аспириновые» выбили «Манчестер Юнайтед», чей главный тренер Алекс Фергюсон мечтал вывести команду на финальную встречу в родном городе. Счёт в финале открыл на 8-й минуте Рауль, но на 13-й минуте Лусио сравнял счёт, нанеся удар головой и переиграв в воздухе вратаря Сезара. На 45-й минуте Зинедин Зидан после навеса Роберто Карлоса с линии штрафной слёту нанёс мощный удар и забил гол, который считается одним из лучших в истории турнира. На 68-й минуте вратарь Сезар получил травму, и его заменил 21-летний Икер Касильяс, который не позволил «аспириновым» сравнять счёт. «Сливочные» сдержали атакующий порыв немецкого клуба и в девятый раз в своей истории (и в третий за последние пять лет) выиграли Лигу чемпионов УЕФА. Клаус Топпмёллер на послематчевой пресс-конференции сказал, что невозможно описать разочарование «Байера» после трёх поражений в решающих матчах, несмотря на проведённый хороший сезон:

Тот, кто сейчас говорит о неудаче, вообще ничего не понимает.
Оригинальный текст (нем.)Wer jetzt von Versagern spricht, hat nichts kapiert.

После этих трёх финалов в англоязычных СМИ закрепился термин с оттенком жёсткости «Неверкузен». В немецких СМИ команду называли более нейтрально «Вицекузен», хотя насмешки с использованием этого слова нередки в прессе. Ряд книг (в том числе и книга «Неверкузен» на английском языке) были посвящены трём поражениям «Байера», и нередко события мая 2002 года сравнивались с трагедией Сизифа из греческой мифологии.

## Юридическая сторона
Главный спонсор команды, компания Bayer, в 2010 году закрепила за собой торговую марку Vizekusen в Немецком бюро патентов и товарных знаков, чтобы покончить со злоупотреблением этого слова. Ряд изданий (в том числе Financial Times Deutschland) назвал такой ход обычным для компании в связи с частым ею использованием иронических и даже самоуничижительных высказываний в маркетинге.

## Синдром «Неверкузена»
С точки зрения некоторых журналистов, «Неверкузеном» также можно называть некий синдром, приводящий какую-то команду, являющуюся фаворитом в решающих матчах кубковых соревнований и регулярных первенств, к поражениям во всех решающих матчах. Так, в 2012 году мюнхенская «Бавария» потерпела точно такие же неудачи в чемпионате Германии, Кубке Германии и Лиге чемпионов, что привело к появлению в прессе слухов о «синдроме» или «проклятии», а также о «стигматах Вицекузена», и эти статьи вызывали страх у болельщиков. Тем не менее, журнал Kicker видел что-то позитивное в этом термине.
По мнению журналистов, «синдром Неверкузена» сыграл злую шутку и со сборной Германии на чемпионате мира 2002 года, когда Германия проиграла в финале Бразилии 0:2, и на чемпионате Европы 2012 года, когда Германия уступила в полуфинале Италии 1:2. Объясняется это тем, что слишком много игроков «Байера» или его воспитанников было заявлено в состав команды. В частности, в Японии и Корее в заявку были включены Михаэль Баллак, Бернд Шнайдер, Карстен Рамелов, Оливер Нойвилль и Ханс-Йорг Бутт. Однако, по иронии судьбы, бразилец Лусио также попал в заявку своей сборной и стал чемпионом мира.

## Последствия
Хотя «Байер» превратился в «крепкого середняка» Бундеслиги, в 2012 году Клаус Хёльценбайн, комментируя выход «Гройтер Фюрта» в Бундеслигу, отметил, что «Байер» своими выступлениями в сезоне 2001/02 доказал, что команды из небольших городов Германии умеют побеждать грандов футбола и добиваться результатов, а команды крупных городов зачастую переоцениваются. Иногда «Байер», как и «Шальке 04», болельщики называют «чемпионом сердец» (нем. Meister der Herzen) — прозвищем команды, которую считают заслуживающей чемпионства вне зависимости от спортивных показателей. В сезоне 2000/01 «Шальке 04» пережил похожую трагедию в последнем туре чемпионата Германии, обыграв «Унтерхахинг» со счётом 5:3, но упустив чемпионский титул после того, как «Бавария» в параллельном матче с «Гамбургом» на последних секундах ушла от поражения и благодаря ничьей 1:1 стала чемпионом. То же неофициальное звание присуждалось «Шальке» в сезонах 2004/05, 2006/07 и 2009/10. Всего же «Шальке» в Бундеслиге становился 7 раз серебряным призёром против пяти вторых мест «Байера».

## Конец проклятия
14 апреля 2024 года «Байер» впервые в своей истории завоевал титул чемпиона Германии, разгромив в 29-м туре «Вердер» со счётом 5:0. Титул был завоёван досрочно: леверкузенцы опередили «Баварию» на 16 очков, прервав её череду побед в чемпионате Германии, длившуюся с 2012 года. Кроме того, «Байер» установил европейский рекорд, проведя 51 матч подряд во всех турнирах без поражений (серия прервалась в финале Лиги Европы против «Аталанты»), в связи с чем команду окрестили прозвищем «Неверлузен» (англ. Neverlosen — «Никогда не проигрывающие»).